# 鈴木ゆたか
鈴木 ゆたか（すずき ゆたか）は、日本の映画プロデューサー。日本映画学校（現・日本映画大学）卒業。

## 主な作品
- 『Beautiful Sunday』（製作担当・1998年）
- 『sunday drive サンデイドライブ』（2000年）
- 『風』（2001年）
- 『いたいふたり』（2002年）
- 『マインド・ゲーム』（映像制作協力・2004年）
- 『下妻物語』（協力・2004年）
- 『嫌われ松子の一生』（2006年）
- 『腑抜けども、悲しみの愛を見せろ』（2007年）
- 『パコと魔法の絵本』（2008年）
- 『天国はまだ遠く』（協力・2008年）
- 『ララピポ』（2008年）
- 『クヒオ大佐』（2009年）
- 『パーマネント野ばら』（2010年）
- 『告白』（2010年）